# John McHale (artiste)
Pour les articles homonymes, voir John McHale.
John McHale (1922, Glasgow - 1978, Houston, Texas) est un artiste, sociologue et chercheur en études prospectives écossais.
Dans les années 1950, il fait partie de l’Independent Group et est à ce titre l’un des initiateurs du Pop Art en Angleterre. Installé aux États-Unis, il se consacre par la suite à la sociologie et à la recherche en prospective. Il est par ailleurs un proche collaborateur de l’architecte, ingénieur et inventeur Richard Buckminster Fuller sur des projets de planification écologique. Il fait partie du Club de Rome, commanditaire du rapport "Les Limites à la croissance".
Il a travaillé en tant qu'artiste et que chercheur en prospective sur la culture populaire, les médias de masse, l'impact des avancées techno-scientifiques sur les sociétés humaines et l’écologie.

## Independent Group
John McHale naît dans une famille ouvrière de Glasgow. Installé à Londres, il rejoint l’Independent Group (IG) au sein de l'Institut d'Art Contemporain de Londres à partir de 1952. Il forge le terme "pop art" avec son acolyte le critique d'art Lawrence Alloway. John McHale réalise des collages pop à partir d'images prélevées dans des magazines populaires et scientifiques de masse. Il réalise également des films expérimentaux et des productions commerciales.
Il part pour la première fois aux États-Unis en 1955-1956 pour passer l’année universitaire à l’Université Yale, où il suit l’enseignement de l’ancien maître du Bauhaus Josef Albers. Il rapporte à Londres des magazines et des images qui viennent nourrir le travail des artistes de l'Independent Group (notamment Eduardo Paolozzi et Richard Hamilton) et qui servent de matériel pour l’exposition This is Tomorrow (1956), considérée comme l’acte de naissance du Pop Art. Il réalise à cette occasion le collage Just what is it that makes today's homes so different, so appealing? à quatre mains avec Richard Hamilton.
John McHale théorise ses réflexions de la période dans ses articles « L’Icône Jetable » ou « Le Parthénon en Plastique ». Au sein de l'Independent Group, il rencontre sa future compagne et collaboratrice, l’artiste hongroise Magda Cordell McHale (en). John McHale est également  proche du critique et théoricien de l’architecture Reyner Banham ainsi que du musicien et compositeur Frank Cordell. À la fin des années 1950, le groupe se dissout progressivement et John McHale se consacre à l’étude et à la diffusion du travail de Richard Buckminster Fuller.

## Études prospectives
En 1962, McHale publie une biographie de Richard Buckminster Fuller et part s’installer aux États-Unis pour travailler avec lui à la Southern Illinois University (Carbondale, Illinois). Ensemble, ils développent le World Design Science Decade (ou World Game), l’un des premiers projets de planification écologique à échelle planétaire. Le projet consiste en un travail d'inventaire, de visualisation et de recherche d'un mode de répartition des ressources en fonction de la forte croissance de population, des flux migratoires et de l'accroissement des inégalités attendus dans le demi-siècle à venir. Ce projet aura un impact majeur sur Stewart Brand lors de la création du Whole Earth Catalog, qui se revendique cet héritage.
En 1968, John McHale soutient une thèse de sociologie intitulée « Le futur dans la pensée sociale », axée sur les théories de Saint-Simon, Comte, Mead et Parsons et publie à partir de ce travail l'ouvrage de prospectiveThe Future of the Future (1969). Il ouvre avec Magda Cordell un centre de recherche en prospective, le Center for Integrative Studies (CIS), qui se déplacera dans diverses universités aux États-Unis. Ensemble, ils publient de nombreux travaux sur le thème des technologies de l’information et de la communication et de leurs liens avec les études environnementales.

## Postérité
John McHale meurt d’une crise cardiaque en 1978. Une exposition monographique est organisée en 1984 à l’Albright-Knox Art Gallery de Buffalo (New York). Ses œuvres se trouvent notamment dans les collections de la Tate (Londres), du Yale Center for British Art (New Haven), de la Scottish National Gallery of Modern Art (Édimbourg), de l’Albright-Knox Art Gallery (Buffalo) ainsi que dans différentes collections privées en Europe et aux États-Unis. Une partie de ses archives est conservée à l'Université Yale.